# Ruộng bậc thang Banaue

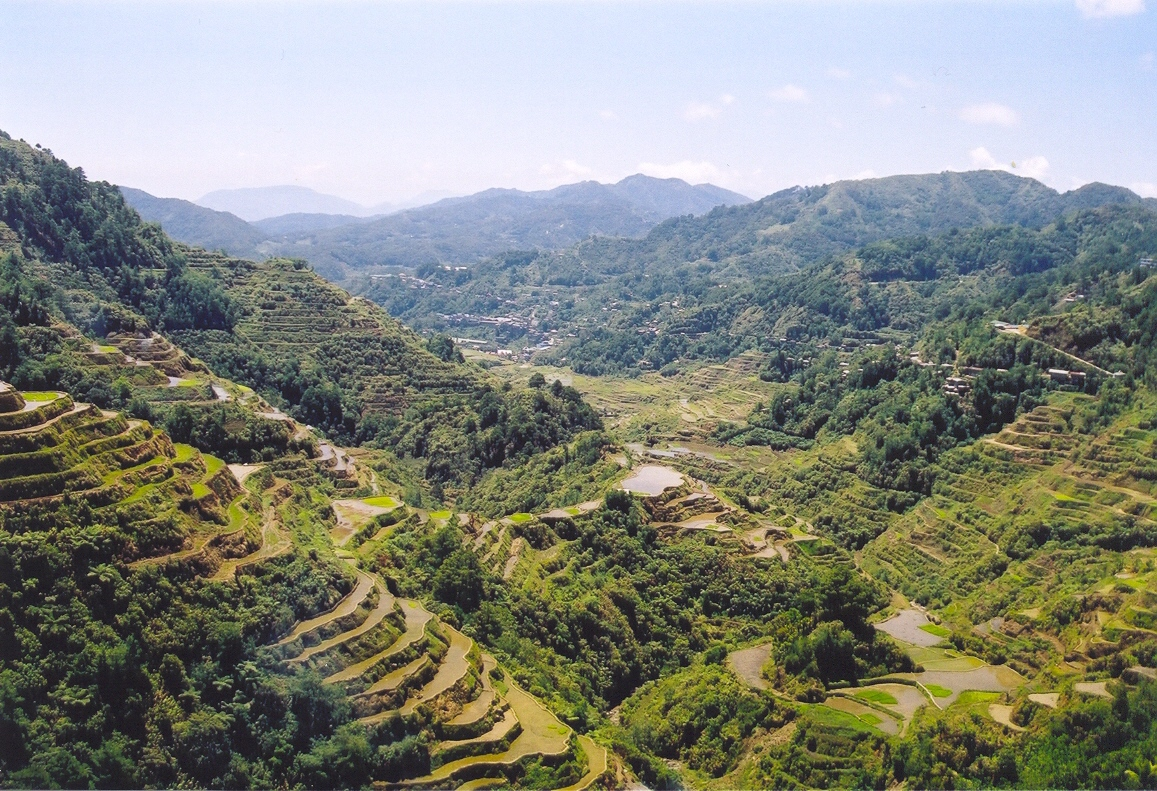

Ruộng bậc thang Banaue là ruộng bậc thang có niên đại 2000 năm tuổi tại núi Ifugao của Philippines được tổ tiên những cư dân bản địa Batad tạo nên. Người ta cho rằng, các ruộng bậc thang được tọa ra bằng rất ít công cụ, chủ yếu là bằng tay. Các ruộng bậc thang này có độ cao so với mặt biển là 1500 m và có diện tích 10.360 km2 bên sườn núi. Các ruộng bậc thang này được hệ thống thủy lợi tự nhiên là nước mưa trên đỉnh núi cấp nước.
Các ruộng bậc thang Banaue, cùng với bốn công trình kiến trúc khác, đã được UNESCO công nhận là Di sản Thế giới từ năm 1995 và được Hiệp hội Kỹ sư Xây dựng Hoa Kỳ đưa vào Danh sách các Cột mốc Xây dựng dân dụng Lịch sử cùng năm.

## Ruộng bậc thang của người Ifugao
Nông nghiệp chính của người Ifugao là chăn nuôi và trồng lúa. Người Ifugao đã sáng tạo ra nền văn hóa lúa nước dựa trên nền tảng canh tác ruộng bậc thang. Chăn nuôi đối với người Ifugao phát triển với việc chăn nuôi gia súc như: dê, lợn trên các sườn đồi, núi. Người Ifugao cũng có thể sử dụng các thửa ruộng bậc thang để phát triển chăn nuôi. Cây lúa nước trên các thửa ruộng bậc thang đòi hỏi hệ thống thủy lợi thuận tiện nhằm cung cấp cho sự sinh trưởng của cây lúa và bảo vệ sự màu mỡ của đất đai.
Những cánh đồng lúa của người Ifugao xứng đáng với vị trí là một trong những kì quan của thế giới. Đó là những núi đất được người Ifugao chinh phục với độ cao từ 700mét đến1500mét. Một số thửa ruộng hẹp đã được người Ifugao khai thác, kiến tạo cho phù hợp với thế đất nơi đây. Những thửa ruộng bậc thang dường như được dựng lên, vây quanh lấy các mặt phẳng của triền núi. Trong những vùng miền sinh sống của những người Ifugao, thiên nhiên ở đây được coi là tinh khiết nhất, những dòng sông đáy là đá thô giáp, ở vùng sinh sống của người Silipanes (một nhóm của người Ifugao) những bờ ruộng bậc thang được kè bằng những viên đá nứt nẻ, liên kết với nhau tạo thành các bờ bền vững. Những thửa ruộng bậc thang đa dạng về kích thước, chênh nhau về độ cao thấp được người Ifugao kiến tạo khắp nơi. Ở Benaue, ruộng bậc thang dường như mọc lên dựng đứng. Một số tài liệu công bố bố rằng ở Benaue những thửa ruộng bậc thang có chiều cao so với bậc dưới là 2,1 mét, đó là sự mô tả hơi quá mức. Sự thật là những thửa ruộng cao nhất ở Benaue là khoảng 1,5mét; nhưng phần lớn những thửa ruộng bậc thang của người Ifugao tà canh tác người ta phải căn cứ vào các yếu tố thuận lợi trước khi tiến hành làm. Đó là các vùng đất có thể đưa vào sử dụng trên cơ sở các vùng phụ cận có thể làm được thủy lợi. Tổng số lao động cần thiết cho việc khai khẩn những thửa ruộng ở các vùng phụ cận và giá trị kinh tế ở đó. Yếu tố thủy lợi là vấn đề đầu tiên và quan trọng nhất khi đưa vùng đất đó vào sử dụng. Trong canh tác ruộng bậc thang, người Ifugao có những hiểu biết rõ ràng về chế độ tưới tiêu nước một cách mẫu mực. Sự hiểu biết của họ về công nghệ dẫn nước, phối hợp với kĩ năng dựng đá với những dụng cụ tự tạo bằng tay đã cho phép họ thiết lập hệ thống thủy lợi phi thường nhằm cung cấp nước cho các thửa ruộng bậc thang. Ruộng bậc thang của người Ifugao được đắp bờ bằng những bức tường đá cứng cáp và vững chắc với độ cao trung bình 0,3mét được dựng thành những đường cong tự nhiên. Vì sự tuần hoàn của hệ thống thủy lợi dẫn nước từ dưới đáy thung lũng đến đỉnh núi, người Ifugao có thể đưa nước lên những chân ruộng bậc thang trên những đỉnh cao nhất, ở đây có sự khác biệt với cách dẫn nước vào ruộng bậc thang của người Hmông ở Sa Pa, Lào Cai, Việt Nam đó là hệ thống thủy lợi dựa vào nguồn nước mưa tự nhiên và hệ thống nước đùn tự nhiên ở các chân ruộng. Những đập ngăn nước của người Ifugao có thể rời bỏ ra hoặc là di chuyển với những viên đá nặng nhiều tấn. Hệ thống thủy lợi được làm bởi những rãnh đá thông minh và những thanh tre được bổ làm đôi thành các máng nước, được nối lại với nhau và bao quanh lấy thửa ruộng.

### Gieo trồng
Vào tháng 9 hoặc tháng 10 là thời điểm chuẩn bị cho việc gieo trồng trên các thửa ruộng bậc thang của người Ifugao. Sau khi sửa chữa lại các ống máng dẫn nước, những thửa ruộng có độ sâu với mực nước phủ chừng gót chân với đất nhuyễn, đó là những thửa ruộng lý tưởng cho việc gieo trồng. Nước sau đó được tháo ra, lúc đó bề mặt ruộng có mức nước ngập bên trên vài cm. Suốt cả năm những chân ruộng ngập dưới nước.Thậm chí sau khi thu hoạch lúa, nước cũng không bị tháo ra, để sau đó cho các loại thực vật ra khác tiếp tục phát triển. Đó là các yếu tố làm cho đất tốt hơn với những ụ đất mà các loại thực vật mục ruỗng làm xốp đất.
Những ruộng bậc thang được chuẩn bị cho việc gieo trồng từ 2 đến 4 tuần sau khi đất được làm tươi xốp. Việc gieo trồng bắt đầu ở Kianga ở đầu tháng Chạp và tiếp tục cho đến trung tuần tháng ba. Trong một vài năm, việc gieo trồng bị chậm lại bởi lý do lụt lội.
Thông thường vào đầu tháng 12 những hạt giống được gieo trồng, người gieo mạ đôi khi còn phải dựng lán tại cánh đồng để bảo vệ những hạt lúa mới gieo, tránh chuột bọ, lợn rừng. Những hạt thóc sau gieo trồng được phát triển rất nhanh, đó cũng là khoảng thời gian những chân ruộng đợi mưa.
Tiếp theo việc gieo trồng là giai đoạn làm cỏ, đây là thời điểm mà các hoạt động trên đồng ruộng gắn chặt với người phụ nữ. Những người phụ nữ có thể làm sạch bề mặt ruộng bằng cách nhổ đi các loại cây trên đám ruộng. Họ cũng có thể nhổ các loại cây ký sinh và vùi chúng vào trong bùn, khi chúng bị phân rã làm cho đất màu mỡ hơn. Tất cả những thửa ruộng đều được làm theo cách này vài ba lần. Khi những cây lúa bắt đầu bám rễ vào đất và phát triển, những cây lúa mọc đều nhau được người Ifugao lựa chọn, những cây lúa có lá ngắn hơn so với sự phát triển bình thường sẽ bị loại bỏ. Cùng với thời gian đó những mương dẫn nước sẽ được làm sạch cỏ rác. Lúc này số lượng người lao động tăng lên để chăm sóc cho các thửa ruộng.

### Giết sâu bọ
Lúa gạo là đối tượng của rất nhiều loại côn trùng, sâu bọ. Khi những thửa ruộng bị sâu bọ, ngay lập tức nó sẽ bị nhổ lên đem đốt và vứt ra phơi dưới ánh sáng mặt trời. Trong trường hợp những thửa ruộng được phát hiện với tình trạng sâu bọ quá tồi tệ, chắc chắn nó có liên quan đến những thế lực siêu nhiên và phải tiến hành các nghi lễ. Sâu bọ được họ quan niệm có nguồn gốc bởi một thế lực quyền uy có tên là Bangawan, theo yêu cầu Bangawan sẽ phải làm lễ hiến sinh con vật. Với người Hmông ở Sa Pa, tỉnh Lào Cai -Việt Nam, trong giai đoạn canh tác lúa bị sâu bọ phá hoại, người Hmông thường quan niệm là do con ma dữ gây nên chứ họ không quan niệm đó là sự phá hoại của sâu bọ. Lúc này người Hmông sẽ tiến hành lễ cúng khu sinh: đốt vài thẻ hương cùng giấy bản và rắc đều ra ruộng bị sâu bệnh, người ta cho rằng làm như vậy sẽ tránh được sâu bọ phá hoại mùa màng.

### Thu hoạch
Việc thu hoạch bao gồm việc cắt bỏ những loại cỏ thực vật có độ cao thấp hơn 20 cm so với đầu ngọn lúa chín, lúa chín lúc này được người Ifugao buộc lại thành từng bó bằng các lạt tre hoặc là dây gaddang, rồi họ mang từng bó nhỏ đưa lên kho thóc. Những loại hái mà người Ifugao sử dụng là ua có lưỡi nhỏ, được cầm chắc trong tay, được đặt với một góc tù là 25 độ so với lòng bàn tay, loại thứ hai là hái của vùng Ilokano và vùng Gaddang, bao gồm một lưỡi được dùng vuông góc với tay và cầm chắc, những lá được đặt trước lòng bàn tay, khi cắt người ta chỉ cần xoay ngược hái là có thể cắt được các ngọn lúa.
Khi kho thóc được chất đầy, lúa gạo được để đó chừng hai tuần, sau đó lúa được đem phơi khô cho đến khi tổ chức một nghi lễ thành kính. Những nghi lễ, tập tục hiến sinh được người Ifugao thực hành để thể hiện lòng kính trọng của mình trước tổ tiên ông bà, đồng thời họ yên tâm với số lượng thóc lúa ngày càng tăng lên.

### Ăn lúa mới
Thời gian thu hoạch là thời gian linh thiêng nhất đối với tất cả người Ifugao, bất kể đó là người già, phụ nữ, trẻ em, nam giới trong cộng đồng của mình. Thời gian thu hoạch là vòng quay của những bữa ăn uống với rất nhiều thức ăn và những ché rượu gạo được chưng cất dường như là bất tận. Với những người Ifugao nghèo khổ, thời gian thu hoạch đối với họ thực sự là những ngày tháng sống trong sung sướng, được ăn uống và chia sẻ. Với những người trẻ tuổi họ được hát,uống, được giãi bày tâm sự, được thưởng thức những thức ăn ngon. Khi đó mặt trời nóng và chiếu những tia nắng nóng khủng khiếp, họ vẫn cứ vui vẻ. Trong những ngày tháng thu hoach. Những người đàn ông có vợ và phụ nữ cùng nhau làm việc và trao đổi và có những nhận xét dí dỏm thỉnh thoảng cùng nhau hát. Những người đàn ông trẻ và những người phụ nữ chưa chồng tạo thành một nhóm vui vẻ, lúc đó họ hát các bài hát về tình yêu, về lao động, la hét với những tiếng cười trong sự ứng khẩu.

## Ruộng bậc thang của người Ifugao nhìn từ góc độ xã hội
Đối với người Ifugao lúa gạo có vai trò rất quan trọng, đôi khi nó còn được coi trọng hơn bất cứ những thức ăn khác. Trong truyền thống cũng như xã hội hiện đại, người Ifugao đã thiết lập nên một xã hội vững chắc dựa trên nền tảng là văn hóa lúa gạo. Lúa gạo được coi như là trung tâm của việc trao đổi, buôn bán, biểu thị cho sức mạnh và nguồn sống của tộc người này. Xã hội người Ifugao là xã hội bền vững được liên kết chặt chẽ với sự sinh trưởng của cây lúa và gắn chặt tới những vụ thu hoạch. Mặc dù sản lượng thu hoạch còn ít ỏi so với giá trị lao động thực. Sản phẩm của lúa gạo và sự xây dựng hàng ngàn km ruộng bậc thang cùng với hệ thống thủy lợi tinh vi từ lâu là niềm tự hào của người Ifugao. Xét dưới góc độ xã hội đó là sự biểu thị về cơ cấu tổ chức chặt chẽ và sự liên kết của nhóm tộc người này. Ở góc độ văn hóa tâm linh theo quan niệm của người Ifugao thì sự giúp đỡ của các vị thần và những linh hồn đã giúp họ biến các vùng núi cao và những vực sâu thành mặt phẳng, những cánh đồng tươi tốt, cho phép họ thịnh vượng và tự chủ trong một quốc gia mà yếu tố chính trị thường xuyên bất ổn. Với những ý nghĩa lớn lao như vậy, mà loại hình canh tác ruộng bậc thang của người Ifugao ở Philipin đã được UNESCO công nhận là di sản thế giới vào năm 1995.
Trước đây việc chuyển nhượng mua bán ruộng bậc thang là rất hiếm loại trừ sự thừa kế, nhưng ngày nay việc mua bán được diễn ra ngày càng thường xuyên. Tập quán của người Ifugao là dành cho người mua một bữa tiệc nơi mà họ hàng của người mua và người bán đều có thể đến. Người mua và những người thân thích của anh ta sau đó sẽ đưa những món quà cho người bán.Những món quà đó có thể là những chiếc trâm cài đầu hoặc là những con dao dài đó là những đồ vật thường xuyên được biếu tặng, sau này là tiền. Cả hai bên mua và bán sau đó cùng tham gia và cầu cúng cho sự chuyển đổi mảnh ruộng này sẽ đem lại những vụ thu hoạch bội thu, thêm vào đó là những lời cầu cúng cho những con chuột bọ, những loài côn trùng làm hại mùa màng sẽ không phá hoại những mùa, và mùa màng năm này qua năm khác sẽ được tươi tốt và bội thu. Người thân của cả hai bên bán và mua sẽ làm chứng cho cuộc chuyển nhượng này. Những món quà dành cho những người thân của người bán phụ thuộc vào yêu cầu của họ trong việc làm nội dung cũng như xây dựng niềm tin trong tương lai. Có thể sẽ trở thành điều cần thiết, những người thân thiết của người bán. Ở Kiangan giá trị của một mẫu trung tâm ruộng bậc thang có nước cung cấp đầy đủ thường là 500.000 pê xô. Ở Piuong hay là Amgana, nơi những vùng đất chưa được chiếm giữ, chưa có khả năng thủy lợi giá trị thường là 80.000 pêxô. Ở Jaliap, Bolog hay ở những thành phố mới được hình thành do di cư, giá trị thường là 250.000 pê xô. Ở Kianga một vùng đất trung tâm của nơi canh tác có thể tiến hành khai khẩn thêm những mảnh ruộng, giá trị của nó thường gấp từ 6 đến 12 lần so với những vùng đất ở rìa mép.
Trên cơ sở những tài liệu khoa học của một số học giả nước ngoài về loại hình canh ruộng bậc thang của tộc người Ifugao ở Philippine và so sánh với ruộng bậc thang của người Hmông ở Sa Pa, Lào Cai, chúng ta thấy rằng đây là loại hình canh tác độc đáo có nhiều nét tương đồng ở khu vực Đông Nam Á. Ruộng bậc thang không chỉ là một hoạt động nông nghiệp truyền thống nhằm nuôi sống con người mà xoay quanh loại hình này còn có biết bao các yếu tố văn hóa, xã hội, tôn giáo, tín ngưỡng liên quan. Việc tìm hiểu sâu sắc một hoạt động kinh tế mang tính phổ biến nhưng lại rất đặc thù của một số tộc người sống trên các cùng đất dốc ở khu vực Đông Nam Á là một vấn đề khoa học thật lý thú.